# Thalia (roślina)

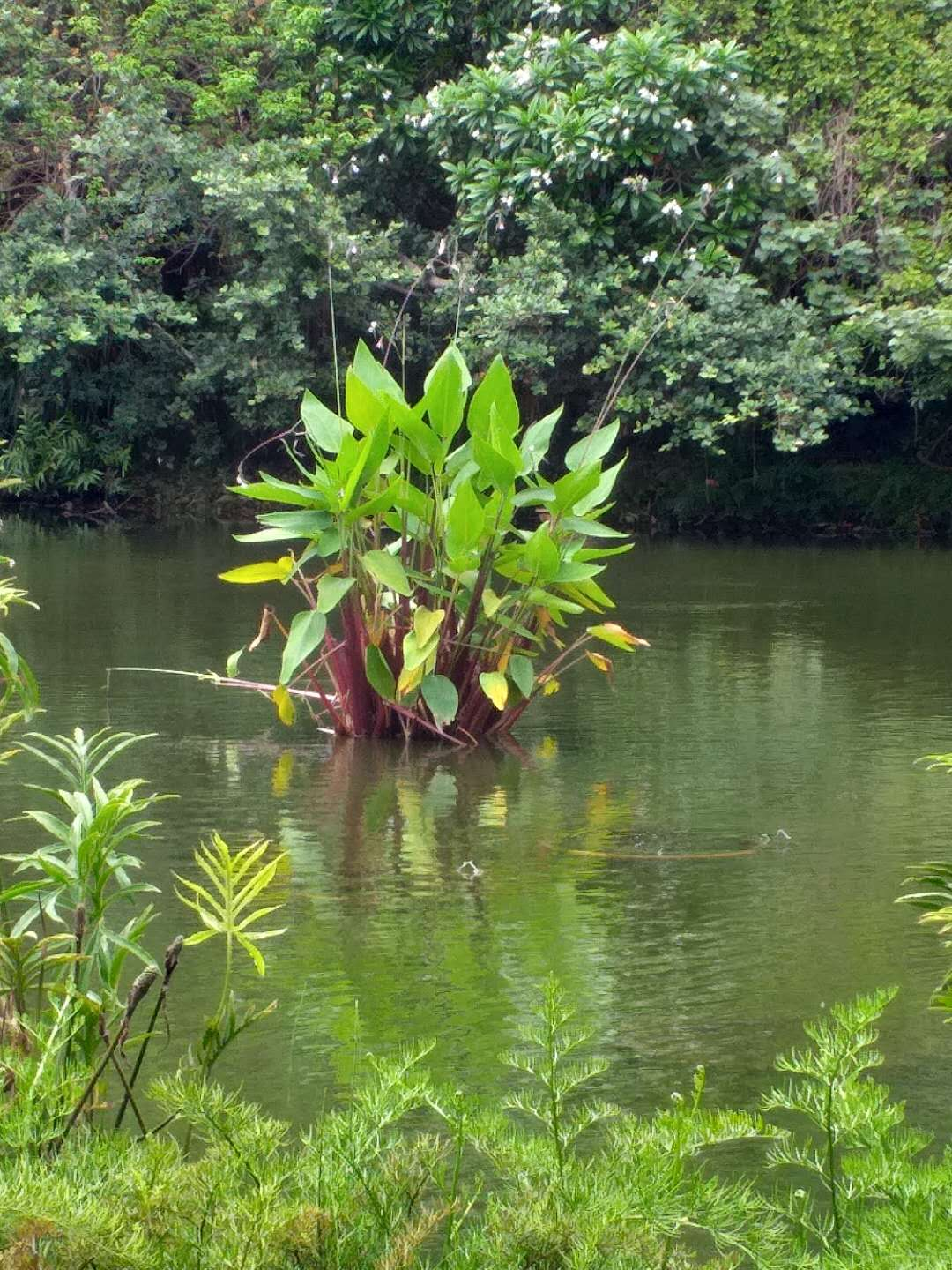
Pokrój Thalia dealbata

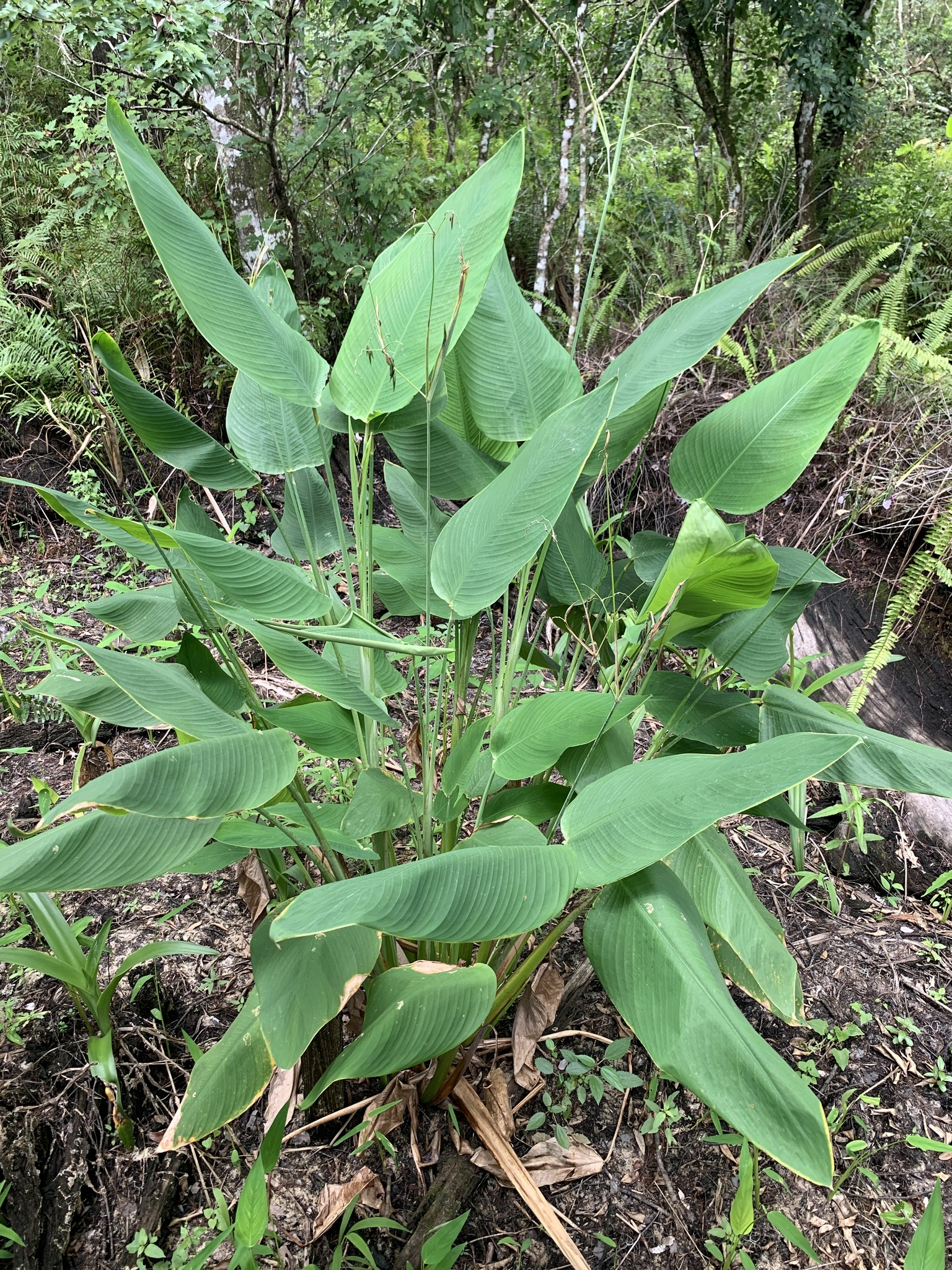
Pokrój Thalia geniculata

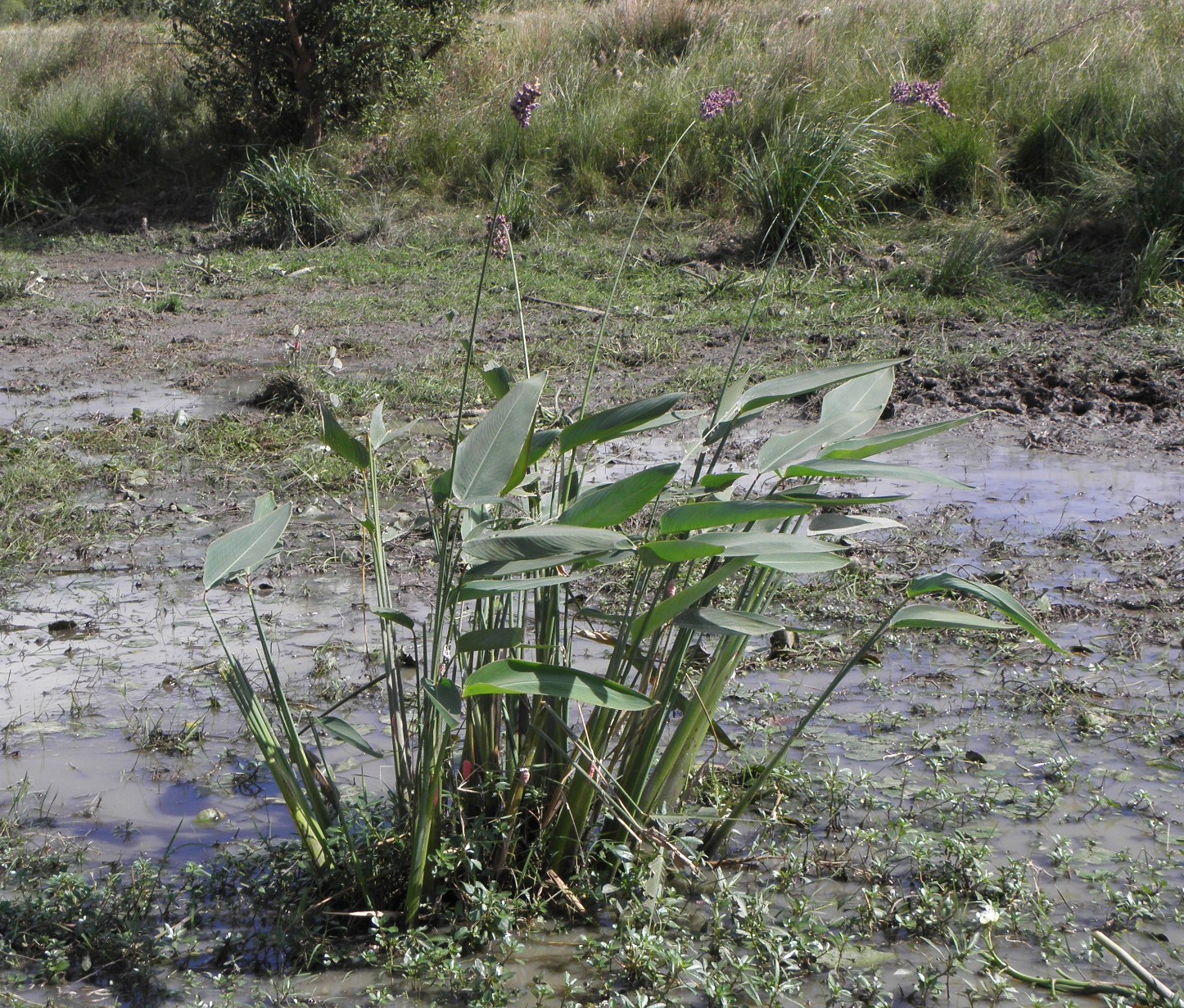
Pokrój Thalia multiflora

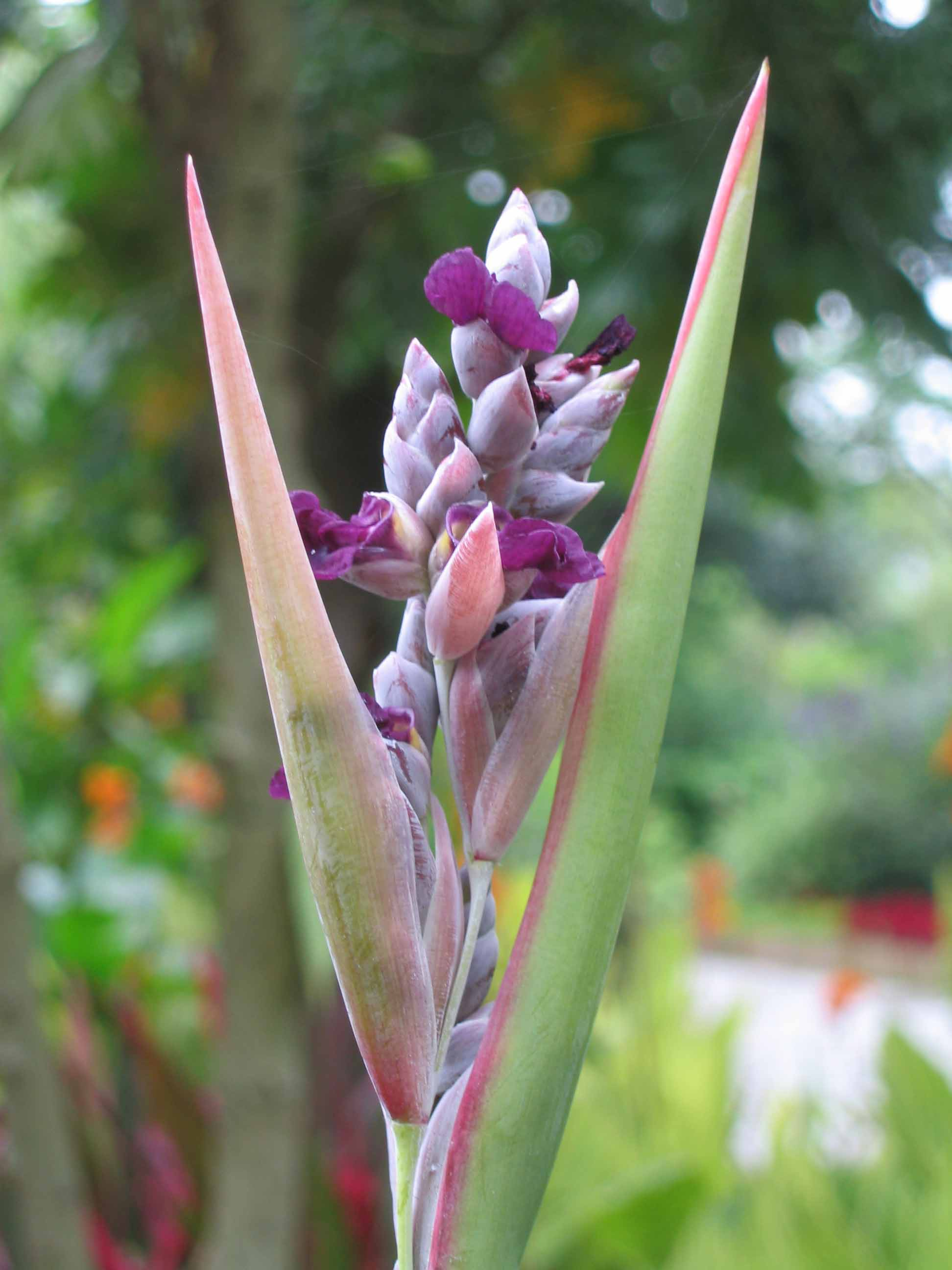
Kwiatostan Thalia dealbata

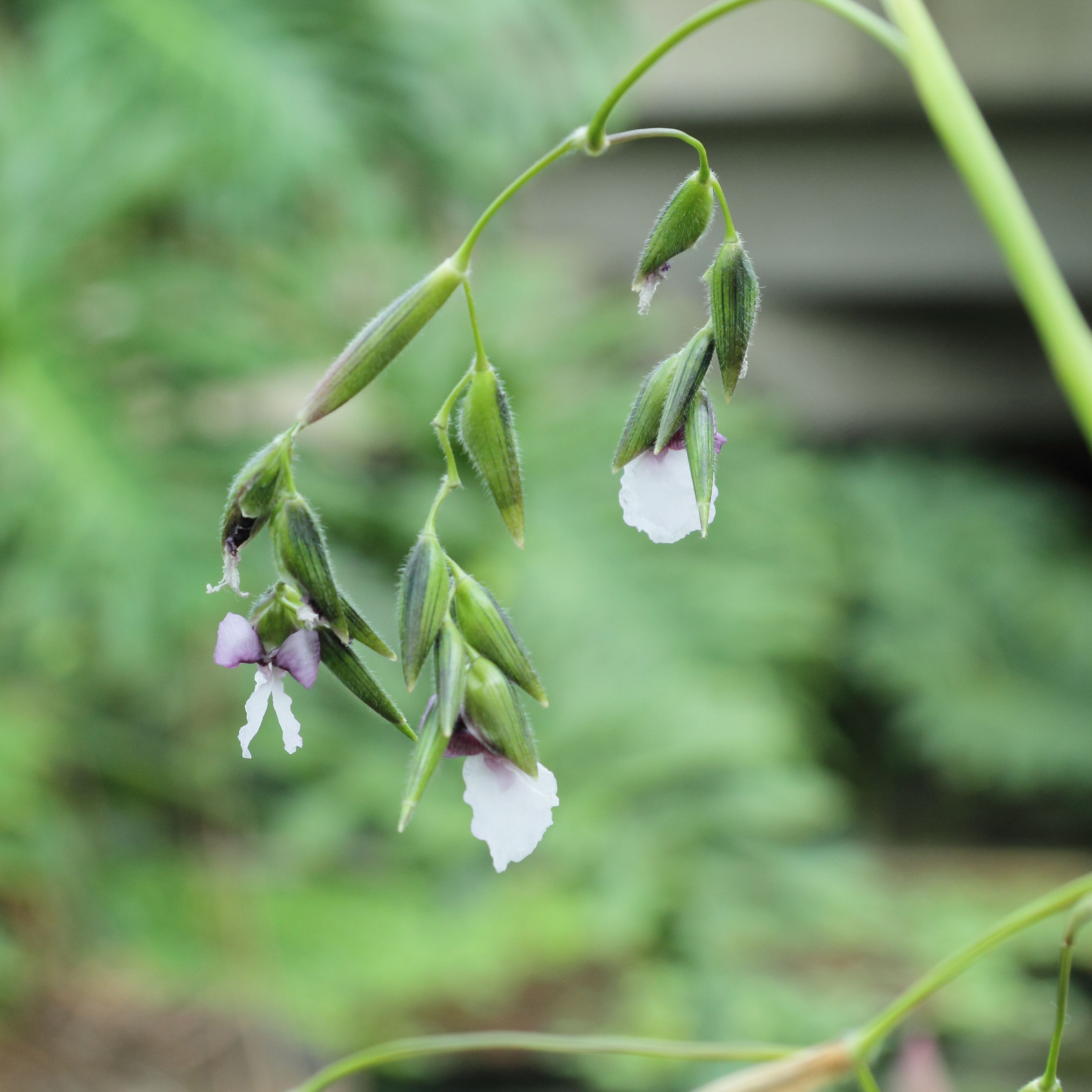
Kwiatostan Thalia geniculata

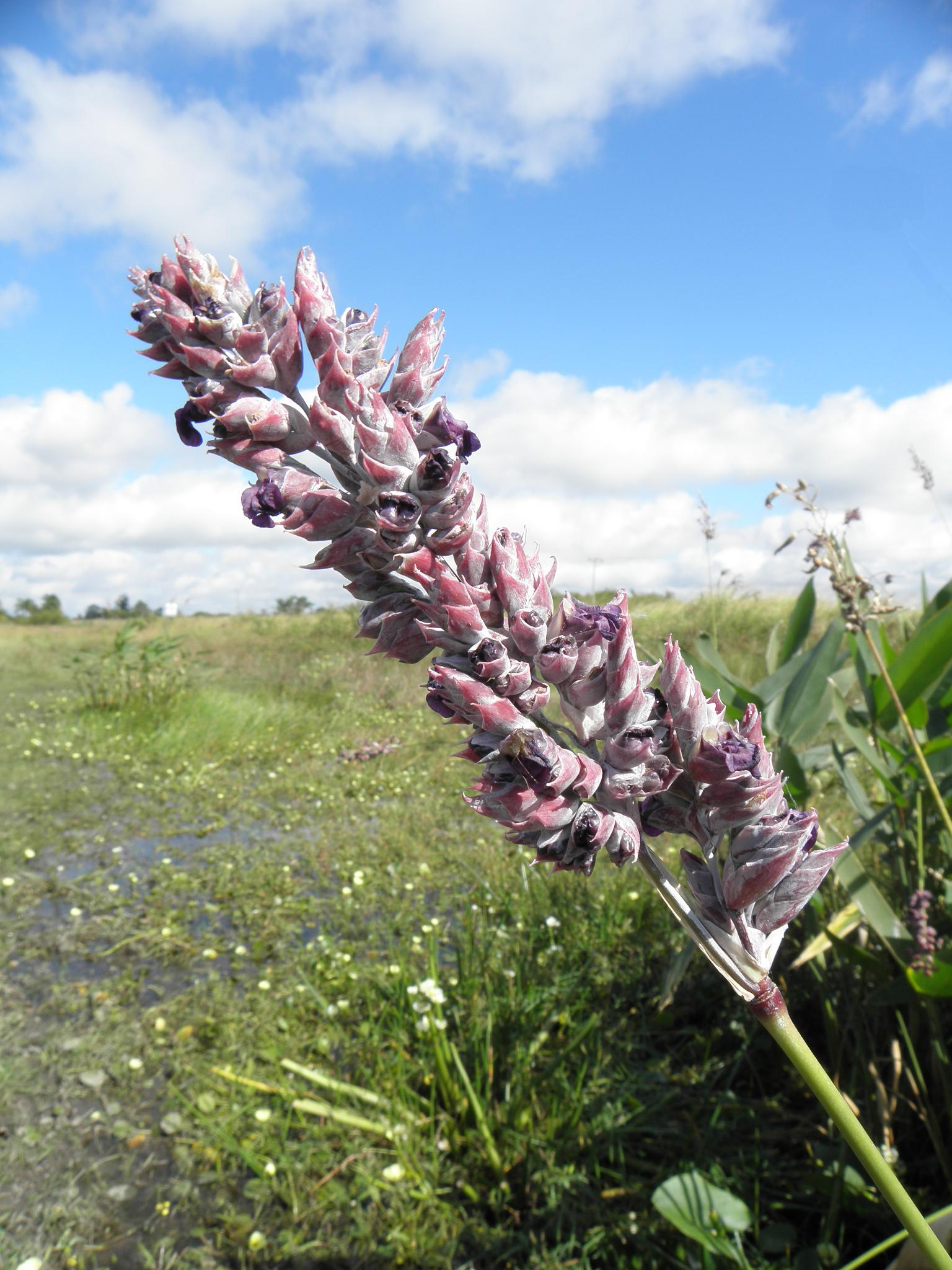
Kwiatostan Thalia multiflora

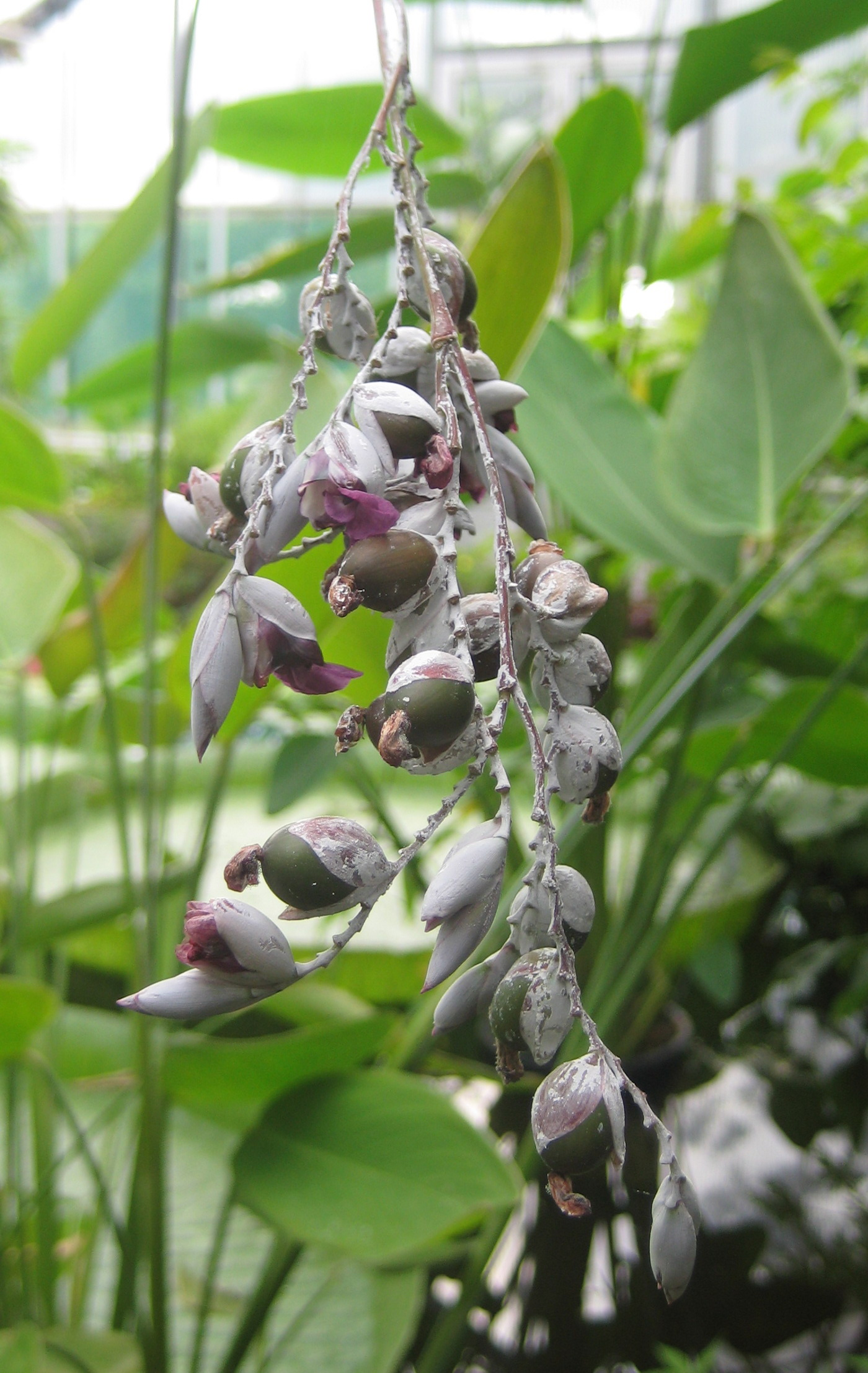
Owocostan Thalia dealbata

Thalia L. − rodzaj roślin wodnych z rodziny marantowatych. Należy do niego 6 gatunków występujących w Ameryce, od Illinois w Stanach Zjednoczonych po północną Argentynę oraz w tropikalnej Afryce. Niektóre gatunki wykorzystywane są jako rośliny lecznicze, z uwagi na działanie antymalaryczne i przeciwgruźlicze, spożywcze, gospodarcze i ozdobne. Znajdują też zastosowanie w fitoremediacji wód.

## Zasięg geograficzny
Najszerszy zasięg ma Thalia geniculata, która występuje w tropikalnej Afryce i Ameryce. Jest to jedyny gatunek z tego rodzaju występujący w Afryce. Jego północny zasięg w Ameryce sięga Luizjany i Florydy w Stanach Zjednoczonych, a południowy do północnej Argentyny. Powyżej jej zasięgu w Ameryce Północnej występuje T. dealbata, która rośnie w Alabamie, Arkansas, Georgii, Illinois, Luizjanie, Missisippi, Missouri, Oklahomie, Karolinie Południowej i Teksasie. Pozostałe gatunki występują wyłącznie w Ameryce Południowej, z czego T. densibracteata w Brazylii, T. multiflora w południowo-wschodniej Brazylii, Urugwaju i północno-wschodniej Argentynie. Dwa gatunki mają bardzo ograniczony, endemiczny zasięg: T. pavonii występuje wyłącznie w Guayas w Ekwadorze, a T. petersiana w Rio de Janeiro w Brazylii.

## Morfologia
PokrójWieloletnie rośliny zielne o wysokości 1–3,5 metra.
PędyKłącze. Pęd kwiatostanowy nierozgałęziony, długości do 2,5 m (do nasady kwiatostanu).
LiścieRoślina wypuszcza od 2 do 6 liści odziomkowych oraz rzadko jeden lub dwa liście ogonkowe, wyrastające nad wydłużonym (0,7–2,5 m) międzywęźlem. Pochwa liściowa nieuszkowata, gąbczasta, z wydatnymi przestrzeniami powietrznymi. Ogonek liściowy do 2,5 cm długości, nagi. Poduszeczka liściowa brązowawa, oliwkowa lub czerwonofioletowa. Blaszka liściowa zielona, jajowata do eliptycznej, długości do 60 cm.
KwiatyKwiaty rosną w parach w zredukowanych wierzchotkach zebranych w rozgałęzione kwiatostany, o osiach drugiego rzędu krótkich i wzniesionych (kwiatostany wielkości 31 cm) do długich i wygiętych (kwiatostany wielkości 1 metra), szeroko rozpostarte do zwisających i przypominających wiechę. Międzywęźla kwiatostanu wyraźnie zygzakowate. Każda para kwiatów wsparta jest podsadką, zielną do skórzastej, długości do 2,8 cm, odpadającą w czasie zawiązywania owoców. Listki wewnętrznego okółka okwiatu zrośnięte w rurkę na długości 1–6 mm, blado- do ciemnofioletowych, nierówne lub silnie nierówne. Listki zewnętrznego okółka błoniaste, trwałe, długości do 2,5 mm. Zewnętrzny prątniczek długości do 2 cm, lawendowy do ciemnofioletowego, przypominający listek okwiatu, efektowny. Guzowate prątniczki mięsiste, z wąsko zaostrzonym wierzchołkiem przypominającym listek okwiatu, u nasady białe, żółte lub fioletowe. Jeden prątniczek kapturkowaty, z dwoma wyrostkami przypominającymi palce u nasady. Jeden pręcik z pojedynczym pylnikiem. Zalążnia zbudowana z trzech owocolistków, funkcjonalnie jednokomorowa, z jednym, anatropowym zalążkiem. Szyjka słupka u nasady zrośnięta z rurką okwiatu, z jednym wyrostkiem, wydłużona, paskowata, po dotknięciu zwijająca się spiralnie, co jest wyjątkowe w rodzinie marantowatych.
OwoceJednonasienne, kulistawe do elipsoidalnych, niepękające torebki (przypominające ziarniaki), wielkości do 12 mm, o papierzastej lub błoniastej owocni. Nasiona do 10 mm, ciemnobrązowe do czarnych, kulistawe lub elipsoidalne, gładkie.

## Biologia i ekologia
RozwójHydrofity, helofity, często zamierające na zimę lub w czasie suszy. Gatunki Thalia mają złożone kwiatostany i wykazują „fałszywą resupinację” (obrót o <180°), aby ustawić pary kwiatów w pozycji właściwej do zapylenia; np. T. geniculata (o kwiatostanie zwisającym) obracają się w bok o 90° przed kwitnieniem, podczas gdy T. dealbata (o kwiatostanie wzniesionym) wyginają się do tyłu o 90°. Podobnie jak inne rośliny z rodziny marantowatych, Thalia posiada wyspecjalizowany mechanizm zapylania. Przed kwitnieniem pyłek osadza się w zagłębieniu szyjki słupka. Kiedy kwiat się otwiera, szyjka słupka pozostaje ukryta za kapturkowatym prątniczkiem, utrzymywanym w naprężeniu przez wrażliwą na nacisk ostrogę. Po poruszeniu ostrogi przez dziób ptaka lub trąbkę owada szyjka słupka jest wystrzeliwana na przód kwiatu, powodując kontakt znamienia ze zwierzęciem i jednocześnie osadzając na nim pyłek. Kwiaty tych roślin odwiedzane są przez zadrzechnie, z takich gatunków jak Xylocopa micans, X. fimbriata i X. gualanensis, trzmiele z gatunku Bombus pensylvanicus, powszelatkowate oraz kolibry, takie jak koliberek czarnobrody i k. rubinobrody, złocik widłosterny i szmaragdzik brązowosterny. Niektóre gatunki mogą wytwarzać nasiona w sposób autogamiczny. Rośliny z tego rodzaju rozmnażają się generatywnie, przez rozsiew nasion za pomocą wody (hydrochoria), jak i wegetatywnie, dzięki rozprzestrzenianiu przez wodę oderwanych kawałków kłączy. Owoce tych roślin są pławne z uwagi na obecność gazu między ścianą owocu a nasionami, co ułatwia ich rozprzestrzenianie przez wodę.
SiedliskoOtwarte, słodkowodne bagna, także mokradła w okolicach zbiorników wodnych, lasach i na sawannie, na wysokości do 1100 m n.p.m. Zasiedla płytkie, stojące, słodkie wody (pH 5,4–8,8), na głębokości do 2 m.
Interakcje międzygatunkoweThalia geniculata jest rośliną żywicielską omacnicowatych z gatunku Geshna cannalis, powszelatkowatych z gatunku Calpodes ethlius i piórolotkowatych z gatunku Sphenarches anisodactylus. Na liściach Thalia żyje też kilka gatunków grzybów, w tym Cercospora z gatunku C. thaliae i rdza z gatunku Puccinia thaliae.
Owoce i nasiona Thalia stanowią źródło pożywienia dla kaczek, sułtanki amerykańskiej, czubacza żółtoguzego i modrzyka zwyczajnego. Kłącza T. dealbata są okazjonalnie zjadane przez nutrie, a rośliny T. geniculata stanowią wiosenny pokarm niedźwiedzia czarnego na Florydzie.
Na roślinach z tego rodzaju żyją różne owady, takie jak mrówki z gatunku Paratrechina longicornis i pluskwiaki z gatunków Ischnodemus fulvipes i I. variegatus. Stanowią też one ważne siedlisko lęgowe dla epoletników krasnoskrzydłych i ciemnokacyków żółtogłowych.
Cechy fitochemiczneZ nadziemnych części Thalia multiflora wyizolowano dziewięć fitosteroli, cztery glikozydy izoramnetyny i kwercetyny, ceramidy, alkaloid indolowy i dwa proste związki fenolowe.
Analiza fitochemiczna nadziemnych części T. geniculata wykazała obecność steroli i ich glukozydów, takich jak sitoindozyd, daukosterol, stigmasterol, β-sitosterol i geranylofarnezol. W liściach T. geniculata obecny jest też kwas rozmarynowy.

## Systematyka
Pozycja systematycznaRodzaj z rodziny marantowatych (Marantaceae) z rzędu imbirowców (Zingiberales). W systemie Takhtajana z 1997 roku zaliczany do plemienia Maranteae w rodzinie marantowatych, zaliczanej do rzędu Cannales.
Wykaz gatunków
- Thalia dealbata Fraser
- Thalia densibracteata Petersen
- Thalia geniculata L.
- Thalia multiflora Horkel ex Körn.
- Thalia pavonii Körn.
- Thalia petersiana K.Schum.

## Nazewnictwo
Etymologia nazwy naukowejNazwa naukowa rodzaju została nadana na cześć Johanna Thala, niemieckiego botanika żyjącego w XVI wieku.
Nazwy zwyczajowe w języku polskimW wydanym w 1848 roku Ukazicielu polskich nazwisk na rodzaje królestwa roślinnego autorstwa Antoniego Wagi ujęta jest polska nazwa rodzaju Thalia: trzcian. Taką samą nazwę podał Erazm Majewski w wydanym w 1894 roku Słowniku nazwisk zoologicznych i botanicznych polskich, oprócz niej wymieniając nazwę kolbownia. Te same nazwy wskazał Józef Rostafiński w wydanym w 1900 roku Słowniku polskich imion rodzajów oraz wyższych skupień roślin. W pracach bardziej współczesnych, takich jak Słownik nazw roślin obcego pochodzenia pod redakcją Ludmiły Karpowiczowej z 1973 roku, Słownik polsko-łacińsko-francuski roślin i zwierząt pod redakcją Rajmunda Leperta i Ewy Turyn z 2005 roku oraz Słownik roślin zielnych łacińsko-polski Wiesława Gawrysia z 2008 roku, rodzaj nie został ujęty.
Nazwy zwyczajowe w językach obcychW języku angielskim rośliny z tego rodzaju nazywa się alligator-flag, fire-flag lub arrowroot.

## Zagrożenie i ochrona
Występujący endemicznie w Ekwadorze gatunek Thalia pavonii uznawany jest za narażony na wymarcie w naturze (VU) według światowej czerwonej listy publikowanej przez Międzynarodową Unię Ochrony Przyrody.
Znany z dziesięciu stanowisk w prowincji Guayas w Ekwadorze, z czego dwa znajdują się na wyspie Puná. Nieznane jest występowanie tego gatunku na terenie sieci obszarów chronionych Ekwadoru i żaden jego okaz nie znajduje się w ekwadorskich muzeach. Narażony jest na wymarcie z powodu niszczenia siedlisk.

## Zastosowanie użytkowe
Rośliny leczniczeThalia dealbata stosowana była jako środek na kaszel. Liście T. geniculata wykorzystywano jako środek ściągający i przeciwgorączkowy w leczeniu biegunki. W tradycyjnej medycynie Senegalu korzenie i liście T. geniculata są wmasowywane w miejsca ukąszenia przez węże, podobnie stosowane były one na Jamajce. W Wybrzeżu Kości Słoniowej macerat z korzeni stosowany jest do leczenia anemii, natomiast w Ghanie do leczenia astmy. W Beninie roślina ta wykorzystywana jest do leczenia malarii.
Ekstrakty metanolowe z kłączy T. geniculata wykazują działanie przeciwpasożytnicze zarówno wobec wrażliwych, jak i opornych na chlorochinę szczepów zarodźca sierpowatego, odpowiedzialnego za wywoływanie malarii u ludzi. Obecne w tej roślinie stigmasterole wykazują działanie aktywne przeciwko prątkowi gruźlicy.
Geranylofarzenol obecny w liściach i pędach T. geniculata ma silne działanie przeciwpasożytnicze przeciwko P. falciparum i Leishmania donovani.
Rośliny spożywczeKłącza Thalia geniculata były spożywane po upieczeniu. Istnieją doniesienia o pozyskiwaniu z nich skrobi (arrowroot), ale kłącza te nie są wyraźnie powiększone lub wyspecjalizowane do jej przechowywania. W Burkina Faso spożywa się liście roślin z tego gatunku, natomiast w Ghanie traktowane są one jako rośliny paszowe. Z popiołu powstałego ze spalonych pędów pozyskuje się sól. Istnieją również doniesienia o spożywaniu przez florydzkich Seminoli kwiatów, kłączy i nasad pędów kwiatostanowych, a także wykorzystywaniu liści T. geniculata do przygotowania potraw z chleba kukurydzianego i mięsa, zwanych paluee, przypominających tamal.
Rośliny ozdobneRóżne gatunki Thalia uprawiane są jako rośliny ozdobne w ogrodach wodnych, ogrodach bagiennych, stawach rybnych i oczkach wodnych.
Rośliny gospodarczeLiście T. geniculata są szeroko wykorzystywane w Afryce do wykonywania pokryć dachowych. W Ghanie są nadto stosowane do pokrywania ścian. Często używa się ich również do pakowania produktów spożywczych i wykładania pojemników na żywność. W Gabonie zrolowane liście używane są jako zatyczki do butelek. Z kolei w Sierra Leone liście wykorzystywane są do bandażowania ran po obrzezaniu. Pędy tych roślin używane są w koszykarstwie, do plecenia mat, budowania płotów oraz produkcji pułapek na ryby, mebli, drabin i mostów.
Rośliny magicznePędy T. geniculata wykorzystywane były jako różdżki.
Inne zastosowaniaEkstrakty z kłączy T. dealbata hamują rozwój niektórych sinic: Microcystis aeruginosa i Anabaena flosaquae.
Mikrosfery pochodzące z T. dealbata stosowane są jako sorbent do usuwania kadmu, fosforanów i sulfametoksazolu z zanieczyszczonych wód. T. geniculata została oceniona jako potencjalnie skuteczna w fitoremediacji wód zanieczyszczonych metalami ciężkimi.